# Ansonia muelleri
Ansonia muelleri е вид жаба от семейство Крастави жаби (Bufonidae). Видът е световно застрашен, със статут Уязвим.

## Разпространение
Разпространен е във Филипини.

## Описание
Популацията на вида е намаляваща.